# Gaga germanotta
Gaga germanotta — вид папоротей родини птерисових (Pteridaceae). Відкритий у 2012 році дослідниками Університату Дюка.

## Назва
Вид названо на честь американської співачки Стефані Германотти, відомої під псевдонімом Леді Гага.

## Поширення
Ендемік Коста-Рики. Відомий лише у типвому місцезростанні — у горах південніше столиці країни Сан-Хосе на висоті 3334 м над рівнем моря.

## Опис
Дрібна папороть, заввишки 6-15 см.